# モンティキアーリ
モンティキアーリ（伊: Montichiari）は、イタリア共和国ロンバルディア州ブレシア県にある、人口約2万6000人の基礎自治体（コムーネ）。
県都ブレシア、デゼンツァーノ・デル・ガルダに次ぎ、県内第3位のコムーネ人口を有する。

## 地理

### 位置・広がり
ブレシア県南部のバッサ・ブレシアーナ地方 (it:Bassa Bresciana) に位置するコムーネ。県都ブレシアから南東へ20km、マントヴァから北西へ42km、クレモナから北東へ43km、州都ミラノから東へ94kmの距離にある。

#### 隣接コムーネ
隣接するコムーネは以下の通り。括弧内のMNはマントヴァ県所属を示す。
- カルチナート
- カルヴィザーノ
- カルペネードロ
- カステネードロ
- カスティリオーネ・デッレ・スティヴィエーレ (MN)
- ゲーディ

### 地震分類
イタリアの地震リスク階級 (it) では、2 に分類される
。

## 歴史
1947年、当地の看護師の女性の前に聖母の出現があったとされる（奇しき薔薇の聖母）。

## 行政

### 分離集落
モンティキアーリには、以下の分離集落（フラツィオーネ）がある。
- Boschetti, Boschetti di Sopra, Boschetti di Sotto, Bredazzane, Campagnoli Mattina, Chiarini, Fascia d'oro, Novagli, San Giorgio, Sant'Antonio, Santellone-Santa Giustina, Teotti, Trivellini, Vighizzolo, Ro di sopra, Ro di sotto, Bredazzane, S. Cristina.

## 交通

### 空港
- ブレシア＝モンティキアーリ空港 (it:Aeroporto di Brescia-Montichiari)

## 姉妹都市
- ガンベットラ、イタリア
- ペスカーラ、イタリア